# Vyšná Polianka
Vyšná Polianka é um município da Eslováquia, situado no distrito de Bardejov, na região de Prešov. Tem 5,69 km² de área e sua população em 2018 foi estimada em 109 habitantes.

## Demografia
| Ano:        | 1994 | 2004    | 2014    | 2024   |
| ----------- | ---- | ------- | ------- | ------ |
| Broj ljudi: | 153  | 135     | 113     | 110    |
| Razlika:    |      | -11,76% | -16,29% | -2,65% |

| Ano:               | 2023 | 2024   |
| ------------------ | ---- | ------ |
| Número de pessoas: | 109  | 110    |
| Diferença:         |      | +0,91% |